# Bărtăluș-Mocani
Bărtăluș-Moceni – wieś w Rumunii, w okręgu Vaslui, w gminie Puiești. W 2011 roku liczyła 188 mieszkańców.